# Cryptandra propinqua
Cryptandra propinqua là một loài thực vật có hoa trong họ Táo. Loài này được A.Cunn. ex Fenzl mô tả khoa học đầu tiên năm 1837.